# 東芝ヘッダ
東芝ヘッダとは、東芝製のDVDレコーダーで使われるコピー禁止フラグである。
コピー制限付きの番組を、レコーダーでUSBハードディスクに保存した時、番組データが/DVD_HDVR/HDVR_SOB/の中に保存される。保存されるファイルは*.SROであり、そのファイルは32768バイト単位に分割されており、それぞれの先頭128バイトにこの東芝ヘッダが格納される。

## 弱点
東芝ヘッダはコピーが禁止されていることを示すものであり、パソコンを使えば簡単に書き換えできる。
番組は暗号化されているが、東芝ヘッダを書き換えて内蔵ハードディスクに移動すると、暗号化が解除されて完全にコピー制限は取り除かれる。
USBハードディスクのファイルシステムはXFSなのでLinuxであれば標準でマウントすることができる。